# 島親益
島親益（しま ちかます、生年不詳 - 元龜２年3月4日（1571年3月29日）），是日本戰國時代的武將，是四國大名長宗我部國親的四子，長宗我部元親的弟弟。兒子是島親典。

## 生平
是長宗我部國親指染家臣島氏妻子所生的私生子，所以依然冠姓為島氏，通稱彌九郎，在認祖歸宗後起名為長宗我部親房。
島親益的武勇十分出色，在進攻土佐豪族本山氏、安芸氏時相當活躍，是大兄長宗我部元親的好助手，但由於在陣中感染結核病，於前往有馬溫泉療養途中，因為風向不定，將船暫時停駐在阿波海部郡的那佐湊，結果被透過密探知曉此事的親三好氏豪族海部友光突襲殺死。
島親益的身亡，惹來長宗我部元親大怒，發起大軍攻入海部城，海部友光便逃亡至紀伊國。

## 後代
子孫島親典於大坂之陣時加勢豐臣家，敗北後返回土佐國，其後島氏便成為土佐藩的下士。明治維新後復姓長宗我部。